# مارك واتسون (اقتصادي)
مارك واتسون (بالإنجليزية: Mark Watson)‏ هو اقتصادي أمريكي، ولد في 1952.